# Edna Arbel

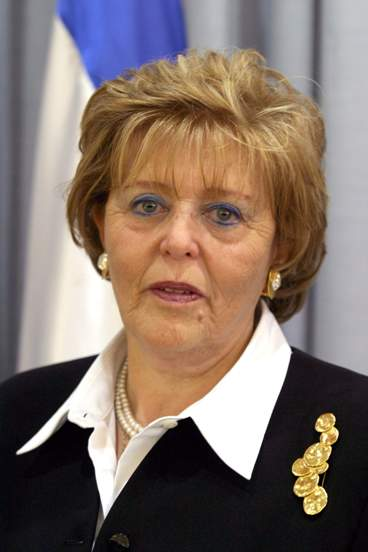
Edna Arbel

Edna Arbel (hebräisch עדנה ארבל; * 22. Juni 1944 in Jerusalem) ist eine israelische Juristin und Richterin am Obersten Gericht Israels.
Edna Arbel wurde 1969 Rechtsanwältin. 1972 begann sie ihre Tätigkeit bei der zentralen Distrikts-Staatsanwaltschaft und wurde 1984 Distriktsstaatsanwältin. 1988 wurde sie als Richterin an das Distriktsgericht Tel Aviv berufen. 1996 wurde sie Generalstaatsanwältin und 2004 an das Oberste Gericht Israels berufen. Ihre Berufung erfolgte nach einer erheblichen Debatte.
Sie hat gegen Ariel Scharon und dessen Söhne eine Anklage wegen Korruption und auf Amtsenthebung vorbereitet. Diese 2004 von ihr bekanntgegebene Anklage verursachte erhebliche Debatten über die Voraussetzungen eines Amtsenthebungsverfahren für einen israelischen Ministerpräsidenten. Das Verfahren wurde von dem Generalstaatsanwalt Menachem Masus schließlich eingestellt.